# Entephria samnitaria
Entephria samnitaria là một loài bướm đêm trong họ Geometridae.